# Commission électorale du Ghana

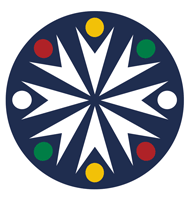
Logo polémique de la Commission électorale du Ghana, abandonné en 2018.

La Commission électorale du Ghana est l'organe officiel du Ghana responsable de toutes les élections publiques. Composé de sept membres, son indépendance est garantie par la constitution du Ghana de 1992. La commission actuelle a été créée par la loi sur la commission électorale (loi 451) de 1993. Kwadwo Afari-Gyan (en) a été le premier président de la Commission de 1993 à 2015,. Le 5 décembre 2018, la commission électorale présidée par Jean Adukwei Mensa (en) est revenue à l'ancien logo Aigles avec armoiries après la controverse sur le nouveau logo ,,.

## Membres
La Commission est composée de sept membres. Le poste de président est devenu vacant en juin 2018 lorsque le président, Nana Akufo-Addo a limogé Charlotte Osei, la première femme à occuper ce poste au Ghana. C'était apparemment sur la recommandation d'un comité mis en place par Sophia Akuffo, la juge en chef du Ghana. Elle a été nommée par l'ancien président] John Dramani Mahama, en consultation avec le Conseil d'État du Ghana en juin 2015. Ses deux adjoints étaient Amadu Sulley et Georgina Opoku Amankwah. Sulley Amadu a été nommé par John Atta Mills, alors président ghanéen à la suite du départ à la retraite de David Kangah qui avait exercé cette fonction pendant 19 ans. Georgina Opoku Amankwah a été nommée par le président John Mahama pour remplacer Sarfo-Kantanka qui avait servi pendant environ 20 ans. Elle est la première femme vice-présidente de la Commission. La commission compte quatre autres membres. Paulina Adobea Dadzawa, administratrice, et Ebenezer Aggrey Fynn, consultant en gestion, ont été nommés par le président John Kufuor en consultation avec le Conseil d'État en février 2004. En juin 2018, la présidente, Charlotte Osei et ses deux adjoints ont été limogés par Nana Akufo-Addo, présidente du Ghana à la suite d'une enquête menée par un comité mis en place par la juge en chef, Sophia Akuffo, à la suite de diverses allégations de fraude et de corruption portées contre eux. En juillet 2018, le président du Ghana, Nana Akufo-Addo, a nommé quatre hauts fonctionnaires de la CE. Le nouveau commissaire aux élections, Jean Adukwei Mensa ainsi que ses deux nouveaux députés, Samuel Tettey et Eric Bossman ainsi qu'un autre nouveau membre Adwoa Asuama Abrefa ont été assermentés par le président Akufo-Addo le 1er août 2018.

## Soutien international
L'affirmation selon laquelle la commission a reçu un soutien fructueux à la clôture des élections de 2008, en a fait un centre d'intérêt des organisations africaines et internationales de réforme électorale.  En novembre 2009, une conférence a été organisée pour analyser cette élection et a tenté d'établir de nouvelles normes et pratiques pour les commissions électorales africaines  qui s'est tenue à Accra sous le titre Colloque sur les élections africaines: meilleures pratiques et collaboration intersectorielle. La conférence était organisée par un certain nombre d'organisations internationales de réforme électorale, notamment le National Democratic Institute for International Affairs, le Centre d'études stratégiques de l'Afrique, la Fondation internationale pour les systèmes électoraux (en), l'Institut néerlandais pour la démocratie multipartite (en), l'Open Society Initiative for West Africa (en) et le Programme des Nations unies pour le développement (PNUD).

## Anciens membres
En février 2004, trois membres de la commission ont pris leur retraite : Elizabeth Solomon, Theresa Cole et  Ernest Dumor. Un autre membre, M. K. Puni, est décédé en juin 2005. Dixon Afreh est un ancien membre de la Commission qui a quitté ses fonctions lorsqu'il a été nommé juge à la Cour d'appel en octobre 1994 . Trois des membres, toutes des femmes, ont été nommés par le président Kufuor en consultation avec le Conseil d'État en février 2004 et ont prêté serment le 5 mars 2004 : Paulina Adobea Dadzawa, administratrice, Nana Amba Eyiiba I, Efutuhemaa et Krontihemaa de la région traditionnelle d'Oguaa et Eunice Akweley Roberts, éducatrice et praticienne des ressources humaines. Ebenezer Aggrey Fynn, consultant en gestion, a également été nommé à la Commission par le président pour la porter à son effectif complet de sept membres.
En juin 2018, la présidente, Charlotte Osei, et ses deux adjoints, Amadu Sulley et Georgina Opoku Amankwah, ont été démis de leurs fonctions par le président Akufo-Addo sur recommandation d'un comité mis en place par le juge en chef.

## Élections
La Commission électorale du Ghana a mis en place un système biométrique d'inscription au registre électoral avant les élections présidentielles et parlementaires de 2012 afin d'empêcher le double enregistrement et d'éliminer les noms fantômes dans l'ancien registre,. En préparation des élections de 2020, 257 des 260 bureaux dans tout le pays ont été connectés sur Internet. MTN a remporté l'offre de fournir le réseau Internet et Persol Systems, l'offre de construction du centre de données.

## Institutions précédentes
La vie des commissions électorales avant la quatrième République du Ghana a été interrompue en raison de coups d'État militaires. Lors du référendum de l'UNIGOV en 1976, le juge Isaac K. Abban a été nommé par le Conseil militaire suprême sous la direction d'Ignatius Kutu Acheampong. En 1979, le juge Joe Kingsley Nyinah était le commissaire électoral lors des élections générales. Pour l'élection présidentielle et les élections législatives ghanéennes en 1992, le commissaire aux élections était le juge Josiah Ofori Boateng (en).

## Voir également
- Élections au Ghana
- Partis politiques du Ghana
- Otiko Afisa Djaba, ancienne présidente de la commission